# عبد الجليل أجاغون
عبد الجليل أجاغون (بالإنجليزية: Abdul Jeleel Ajagun)‏ (10 فبراير 1993 ببورت هاركورت في نيجيريا - ) هو لاعب كرة قدم نيجيري في مركز الوسط. شارك مع منتخب نيجيريا تحت 17 سنة لكرة القدم ومنتخب نيجيريا تحت 20 سنة لكرة القدم. أما مع النوادي، فقد لعب مع باناثينايكوس وليفادياكوس ونادي دولفينز.

## وصلات خارجية
- عبد الجليل أجاغون على موقع الاتحاد الدولي (مؤرشف)  (الإنجليزية)
- عبد الجليل أجاغون على موقع قاعدة بيانات كرة القدم.إي يو (الإنجليزية)
- عبد الجليل أجاغون على موقع Soccerway.com (الإنجليزية)
- عبد الجليل أجاغون على موقع عالم كرة القدم.نت (الإنجليزية)
- عبد الجليل أجاغون على موقع AS.com (الإسبانية)